# Алокабанк
Акционерно-коммерческий «Алокабанк» (узб. Aksiyadorlik Tijorat «Aloqabank», Акциядорлик Тижорат «Алоқабанк») — узбекский коммерческий банк, образованный Постановлением Кабинета Министров Республики Узбекистан от 12 октября 1994 года в целях экономического роста и финансовой поддержки предприятий Узбекского агентства связи и информатизации, субъектов малого бизнеса и частного предпринимательства.
Главный офис банка расположен в Ташкенте.

## История

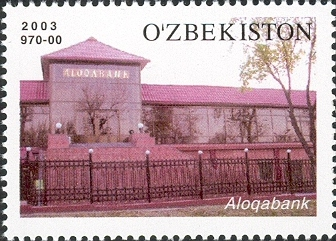
Почтовая марка Узбекистана

- 1994 год, октябрь — 12 октября 1994 года Кабинет Министров Республики Узбекистан принял постановление № 502 «О мерах по развитию, реконструкции и улучшению качества работы телекоммуникационных сетей Республики Узбекистан», в котором было принято решение о создании Республиканского акционерно-коммерческого банка — «Алокабанк» с уставным фондом 2 миллиона сум.
- 1995 год, март — 22 марта 1995 года Центральным Банком Республики Узбекистан была зарегистрирована и выдана генеральная лицензия на проведение банковских операций. Этот день является датой открытия банка. Изначально банк назывался Специализированный Акционерно-Коммерческий Банк (САКБ) «Алокабанк».
- 1996 год, август — получение генеральной лицензии на проведение валютных операций.
- 1996 год, июнь — установление корреспондентских отношений с российским Связь-Банком.
- 1998 год, август — установление корреспондентских отношений с Нью-Йоркским банком JP Morgan Chase.
- 1998 год, август — открытие Андижанского филиала банка.
- 2000 год, июнь — открытие Бухарского филиала банка.
- 2001 год, август — открытие Сурхандарьинского филиала банка.
- 2001 год, июнь — САКБ «Алокабанк» был переименован в АКБ «Алокабанк». Резкое увеличение клиентской базы за счёт предприятий и организаций не входящих в сферу телекоммуникаций и связи послужило поводом в преобразование специализированного «Алокабанка» в универсальный банк, тем самым убрать из названия слово «специализированный». 23 июня 2001 года взамен предыдущей генеральной лицензии, Центральным Банком Республики Узбекистан была выдана другая, где было внесено изменение в название банка.
- 2001 год, сентябрь — банк стал членом Международной платежной системы SWIFT.
- 2002 год, январь — открытие Самаркандского филиала банка.
- 2002 год, сентябрь — открытие Кашкадарьинского филиала банка.
- 2002 год, сентябрь — банк стал членом Фонда «Гарантирования вкладов граждан в банках».
- 2003 год, февраль — установление корреспондентских отношений с Commerzbank AG.
- 2004 год, апрель — открытие Наваинского филиала банка.
- 2004 год, июль — открытие Ферганского филиала банка.
- 2005 год, август — открытие Джизакского филиала банка.
- 2007 год, апрель — завершено размещение Банковских акций 13-й эмиссии и сформирован Уставный капитал на сумму 8 млрд сумов.
- 2007 год, май — акции АК «Алокабанк» внесены в листинг Республиканской фондовой биржи.
- 2007 год, июль — объявлена 15 эмиссия акций АК «Алокабанк» на сумму 20 млрд сум.
- 2012 год, февраль — открытие Мирабадского филиала банка.
- 2012 год, март — открытие Кокандского филиала банка.
- 2013 год, сентябрь — установление партнерских отношений с «Asia Invest Bank».
- 2014 год, август — установление корреспондентских отношений с Agricultural Bank of China.
- 2015 год, май — установление корреспондентских отношений с одним из крупнейших банков Китая — Bank of China.
- 2017 год, февраль — установление партнёрских взаимоотношения с одним из крупных банков России «Альфа-Банком».

## Деятельность
Филиальная сеть банка на 1 января 2021 года включала 13 филиалов, 77 офисы оказания услуг, 73 сберегательных касс, 91 пунктов денежных переводов, 91 пунктов обмена валюты.

### Показатели деятельности
По состоянию на 1 января 2021 года совокупный капитал банка составлял 1 568,5 млрд сумов ($149,7 млн.). Кредитный портфель — 5 705,9 млрд сумов ($544,6 млн.).
Размер активов на 1 января 2021 года составлял 8 108,2 млрд сумов ($773,9 млн.).

## Рейтинги и награды
- 1-е место в номинации «Самый лучший банк года по привлечению вкладов населения» (по итогам 2011 года)[7]

### Оценки рейтинговых агентств[8]
| Агентство                 | Рейтинг                                          | Значение       |
| ------------------------- | ------------------------------------------------ | -------------- |
| Moody’s Investors Service | Прогноз по всем рейтингам                        | Позитивный     |
| Moody’s Investors Service | По депозитам в национальной валюте               | B1/NP          |
| Moody’s Investors Service | По депозитам в иностранной валюте                | B1/NP          |
| Ahbor — Reyting           | Рейтинг кредитоспособности по национальной шкале | uzA+ (Высокий) |
| Ahbor — Reyting           | Прогноз по рейтингу                              | Стабильный     |

## Официальное приложение
Официальным приложением банка называется Zoomrad. Приложение выпущено для операционных систем Android и IOS.
В приложении можно оплачивать мобильную связь, интернет, коммунальные услуги и многие другие сервисы. Также можно осуществлять переводы между банковскими картами. За оплату и переводы в приложении предоставляется кешбэк, что является редкостью среди банковских приложений.